# Henri Diamant-Berger
Henri Simon Diamantberger dit Henri Diamant-Berger (9è districte de París 9 de juny de 1895 - 5è districte de París, 7 de maig de 1972) va ser un director de cinema francès, productor i guionista. En una carrera que va durar més de 50 anys, va dirigir 48 pel·lícules entre 1913 i 1959, va elaborar 17 entre 1925 i 1967 i va escriure 21 guions entre 1916 i 1971.

## Biografia
Nascut a París en el si d'una família jueva romanesa va estudiar per a ser un advocat, però es va sentir atret pel món del cinema. Va començar la seva carrera quan en 1913 va codirigir amb André Heuzé el curt En aiguilles. Es va allistar voluntari a la Primera Guerra Mundial. Fou condecorat amb la croix de guerre amb palma i la Medalla militar, fou llicenciat per ferides el 4 d'octubre de 1915. Va dirigir els curts Les Gants Blancs de Saint-Cyr i Lord Ouvrier. El febrer de 1916 va fundar el setmanari Le Film que tenia com a redactor en cap Louis Delluc i hi col·laboraren els escriptors Colette i Aragon, després participa en el Comitè de Defensa del Cinema Francès presidit per Edmond Rostand  i Tristan Bernard i va fundar l'Association des auteurs de films.
El 1918, va ser contractat per Pathé i enviat per Georges Clemenceau als Estats Units per a ajudar a configurar un laboratori cinematogràfic de la companyia en Fort Lee, Nova Jersey. Al seu retorn a França, Pathé li va encomanar la creació d'un laboratori a Vincennes, així com l'organització d'un estudi de cinema a Boulogne-Billancourt. El 1919 va publicar un llibre titulat Le Cinéma on exposava les seves idees que interessaven a Charles Pathé. Gràcies a aquest últim, produirà, com a director, Le Petit Café amb Max Linder i Raymond Bernard, fill de Tristan. Aquesta és la primera pel·lícula que dura una hora i mitja.
El 1920, amb un pressupost excepcional de 2.500.000 francs en aquell moment, Charles Pathé li va permetre produir la versió muda dels Trois Mousquetaires, una pel·lícula de dotze episodis, amb decorats de Mallet-Stevens i vestuari de Paul Poiret. El 1922, Vingt ans après corona llempresa
El 1923 va modernitzar els estudis Pathé, va portar els primers travellings dels Estats Units, va construir els estudis de Billancourt, el 1924 els Estudis Diamond Film Co of America.
També va ser un innovador, inventant la professió de guió, el tràiler, rodant la primera pel·lícula a Amèrica amb el procés technicolor, les Marionnettes (1927), i el 1932 Clair de Lune, la primera pel·lícula rodada exclusivament a l'aire lliure.
El 1936, va comprar la productora Le Film d'art a Charles Delac.
A partir de 1939, va organitzar reportatges radiofònics als Estats Units per a la ràdio francesa. Exiliat als Estats Units durant la Segona Guerra Mundial, implicat amb la França Lliure, esdevingué agregat a l'Ambaixada de Washington encarregat de la propaganda radiofònica i cinematogràfica després, a Alger, adscrit al Comissari d'Informació, esdevingué director dels serveis cinematogràfics militars de la França combatent. El seu fill, Jean-Claude, va morir el juliol de 1944, prop de Caen, mentre era corresponsal de guerra, poc després de desembarcar a Normandia.
Després de l'Alliberament, va ser l'iniciador de la llei d'ajuda al cinema, amb el diputat Géraud Jouve.
Des del 1946 fins al 1967, va dirigir i produir més de cent vuit llargmetratges i un centenar de curtmetratges i documentals.
Durant la seva llarga carrera va dirigir als actors Ray Ventura, Maurice Chevalier, Tino Rossi, Damia, Marguerite Moreno, Blanche Montel, Claude Dauphin, Harry Baur, Jean Tissier, Erich von Stroheim, Jules Berry, Pierre Fresnay, Simone Simon, Jeanne Moreau, Juliette Gréco, Robert Lamoureux, Michel Galabru, Bourvil, Francis Blanche, Emmanuelle Riva, Micheline Dax, Jean-Marc Thibault, Jean Piat, Charles Aznavour, Jean Richard, Philippe Clay, Robert Dhéry, Philippe Noiret, va produir la primera pel·lícula de René Clair, i va tenir com assistents Claude Autant-Lara, Robert Bresson i Henri-Georges Clouzot.
Va morir el 2 de maig de 1972 al seu domicili del número 6 de la rue du Val-de-Grâce al 5è districte de París i va ser sebollit al cementiri de Montmartre.

## Filmografia

### Guionista
- 1916 : Debout les morts !
- 1919 : Le Petit Café
- 1931 : Le Chanteur inconnu
- 1931 : Général, à vos ordres
- 1931 : Ma tante d'Honfleur
- 1931 : Tout s'arrange
- 1932 : L'Enfant du miracle
- 1933 : Les Trois Mousquetaires
- 1933 : L'Argent par les fenêtres
- 1935 : Amants et Voleurs
- 1937 : Arsène Lupin détective
- 1947 : Le Chanteur inconnu
- 1953 : Le Chasseur de chez Maxim's
- 1955 : La Madone des sleepings
- 1956 : Mon curé chez les pauvres
- 1957 : C'est arrivé à 36 chandelles
- 1959 : Messieurs les ronds-de-cuir

### Director
- 1916 : Paris pendant la guerre
- 1917 : Une soirée mondaine
- 1921 : Boubouroche[9]
- 1921 : Els tres mosqueters (Les Trois Mousquetaires)
- 1922 : Vingt ans après
- 1922 : Le Mauvais Garçon
- 1922 : Le Match Criqui-Ledoux
- 1923 : Gonzague
- 1923 : Le Roi de la vitesse
- 1923 : Par habitude
- 1923 : Jim Bougne, boxeur
- 1923 : L'Affaire de la rue de Lourcine
- 1923 : L'Accordeur
- 1923 : Milady
- 1924 : L'Emprise
- 1924 : La Marche du destin
- 1925 : Fifty-Fifty
- 1925 : Lover's Island
- 1926 : Rue de la Paix
- 1926 : The Unfair Sex
- 1927 : Éducation de prince
- 1930 : Monsieur Gazon (curtmetratge)
- 1930 : Paris la nuit
- 1930 : Tu m'oublieras
- 1931 : Sola
- 1931 : Tout s'arrange
- 1932 : La Bonne Aventure
- 1932 : Clair de lune
- 1932 : Les Trois Mousquetaires
- 1933 : Miquette et sa mère
- 1935 : La Grande vie (curtmetratge)
- 1937 : Arsène Lupin contre Arsène Lupin
- 1937 : Arsène Lupin détective
- 1938 : La Vierge folle
- 1939 : Tourbillon de Paris
- 1949 : La Maternelle
- 1951 : Monsieur Fabre
- 1952 : Mon curé chez les riches
- 1953 : Le Chasseur de chez Maxim's
- 1955 : La Madone des sleepings
- 1956 : Mon curé chez les pauvres
- 1957 : C'est arrivé à 36 chandelles
- 1959 : Messieurs les ronds-de-cuir

### Productor
- 1925 : Lover's Island
- 1925 : Paris qui dort o Le Rayon de la mort
- 1932 : Hortense a dit j'm'en f…, migmetratge de Jean Bernard-Derosne
- 1949 : Branquignol
- 1953 : Le Chasseur de chez Maxim's
- 1956 : Mon curé chez les pauvres
- 1957 : C'est arrivé à 36 chandelles
- 1959 : Messieurs les ronds-de-cuir
- 1960 : Ravissante
- 1961 : La Belle Américaine
- 1963 : Un drôle de paroissien
- 1964 : Allez France !
- 1967 : Les Compagnons de la marguerite, de Jean-Pierre Mocky

### Actor
- 1961 : La Belle Américaine (curta aparició)